# Diuris nebulosa
Diuris nebulosa är en orkidéart som beskrevs av David Lloyd Jones. Diuris nebulosa ingår i släktet Diuris och familjen orkidéer.
Artens utbredningsområde är New South Wales. Inga underarter finns listade i Catalogue of Life.